# Nepticula tormentillella
Nepticula tormentillella is een vlinder uit de familie van de dwergmineermotten (Nepticulidae). De wetenschappelijke naam van de soort is voor het eerst geldig gepubliceerd in 1860 door Herrich-Schäffer.